# روبرسونویل (کارولینای شمالی)
روبرسونویل (به انگلیسی: Robersonville) شهری در ایالت کارولینای شمالی کشور ایالات متحده آمریکا است که جمعیت آن در سرشماری سال ۲۰۱۰ میلادی، ۱٬۴۸۸ نفر بوده‌است.

## نگارخانه

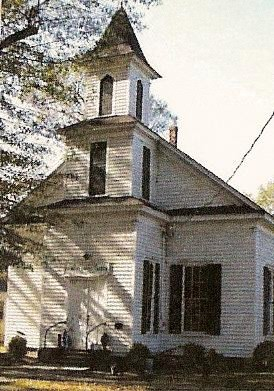
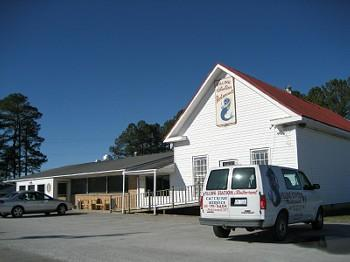
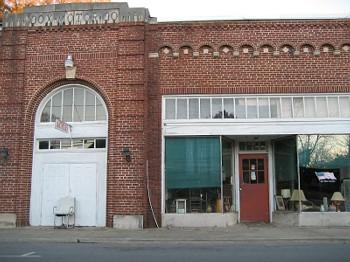